# プラサービル (カリフォルニア州)
プラサービル（英: Placerville、発音: PLASS-er-ville）は、アメリカ合衆国カリフォルニア州の都市。エルドラド郡の郡庁所在地である。人口は2000年に9,610人だったが、2010年には10,389人と8.1％増加した。サクラメント都市圏に含まれる。

## 歴史
1848年に近くのコロマでジェイムズ・W・マーシャルが金を発見してカリフォルニア・ゴールドラッシュが始まった後、現在プラサービルと呼ばれる小さな町は、鉱山師が乾燥した土を荷車で運び水流で金と土を分離した方法に因みドライディギングズ（Dry Diggings）と呼ばれていた。その後の1849年、数多い絞首刑がここで行われたので、最も歴史的に通った「ハングタウン」という名を貰った。1850年までに禁酒同盟や幾つかの地元教会がこの町にもっと優しい名前を付けるべきだと要請するようになった。その名前は町が1854年に法人化されるまで変えられなかった。プラサービルが都市になったとき、カリフォルニア州では3番目に大きな町だった。1857年、当時のコロマからプラサービルに郡庁所在地が移され、現在に至っている。
プラサービルはマザーロード（金鉱原）地域の採鉱作業の中心となった。町には人や物資の輸送、宿泊、金融および市場や雑貨店など多くのサービス業があった。固い岩盤を掘った歴史は露天で近づきやすいゴールドバッグ・パークアンド・マインが証拠となり、現在はツアーと書籍のある博物館になっている。
サザン・パシフィック鉄道がかつてサクラメントからプラサービルまで伸びる支線を持っていた。この線路は1980年代に廃線となった。カミノ・プラサービル・アンド・タホ湖鉄道も1986年6月17日までカミノとプラサービルの間で運行された8マイル (13 km) の短い路線だったが現在は廃線になっている。2007年3月29日時点で延長52マイル (83 km) の通行権がフォルサム市によって買収され、18マイル (29 km) の区間が修復された。この線に沿って観光客用の周遊列車が検討されている。
町で最初の郵便局は1850年に開局された。

## 地理
プラサービルは北緯38度43分47秒 西経120度47分55秒 / 北緯38.72972度 西経120.79861度に位置する。アメリカ合衆国国勢調査局に拠れば、市域全面積は5.8平方マイル (15.0 km2)であり、すべて陸地である。アメリカ国道50号線がカリフォルニア州道49号線と交差する所にあり、他では高速道路である州道がここだけは幾つか交通信号がある。
標高は2,187フィート (660 m) であり、シエラネバダ山脈の麓丘陵に位置している。

## 気候
プラサービルの冬は冷涼で雨が多く、夏は暖かく大半は乾燥している。1月の平均最高気温は 53.4°F(11.9℃)、最低気温は 32.5°F(0.3℃) である。7月の平均最高気温は 92.7°F(33.7℃)、最低気温は 57.2°F(14.0℃) である。年間平均で 90°F(32℃) を上回る日は65.7日、32°F(0℃) を下回る日は61.3日ある。過去最高気温は1911年7月4日の 114°F(46℃)、最低気温は1972年12月9日の 8°F(−13 ℃) である。
年間平均降水量は38.11インチ (968 mm) であり、計測可能な降水日は平均して年間66日ある。最も雨が多かった年は1983年で74.55インチ (1,894 mm)、雨が少なかった年は1976年で11.85インチ (301 mm) だった。1ヶ月間の降水量が最も多かったのは1955年12月の23.29インチ (592 mm)、24時間雨量で最も多かったのは2000年2月14日の6.22インチ (158 mm) だった。

### 降雪
2009年12月7日、8時間の単一暴風雪で記録破りの降雪量を記録した。プラサービル中心街では21インチ (53 cm)、町の郊外では30インチ (76 cm) の降雪があった。また12月9日の夜には過去の記録に並ぶような14°F(−10 ℃) を記録した。
プラサービル地域に降る雪は、ちらつく程度から1回の風雪で6インチ (15 cm) も積もる場合まである。通常年では9から12インチ (23-30 cm) の降雪がある。プラサービルの歴史的中心街では年平均で9.7インチ (25 cm) の降雪がある。

## 人口動態

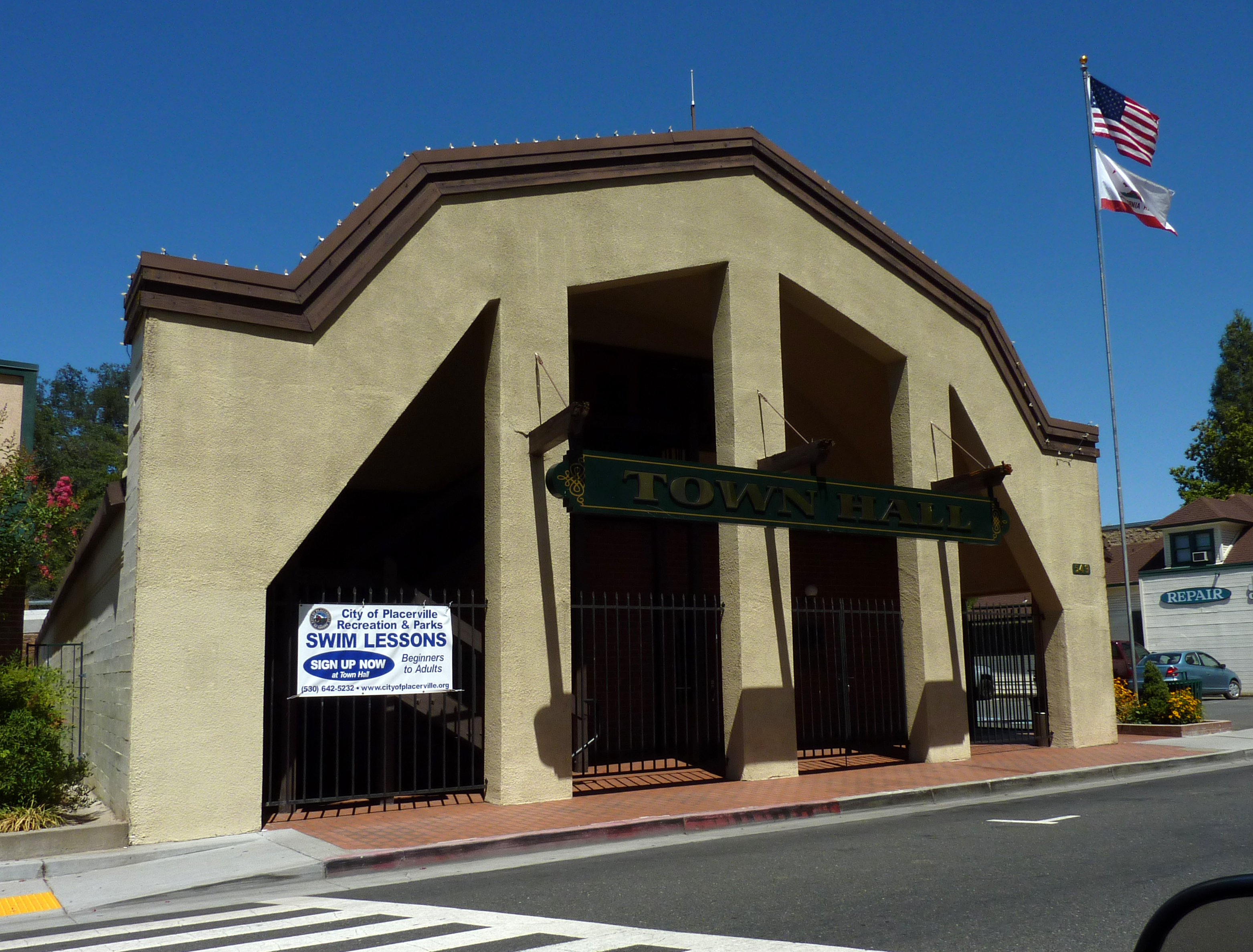
市役所

以下は2000年国勢調査による人口統計データである。
| 基礎データ - 人口: 9,610人 - 世帯数: 4,001世帯 - 家族数: 2,484家族 - 人口密度: 639.7人/km2（1,656.2人/mi2） - 住居数: 4,242軒 - 住居密度: 282.4軒/km2（731.1軒/mi2） 人種別人口構成 - 白人: 86.2% - アフリカン・アメリカン: 0.2% - ネイティブ・アメリカン: 1.3% - アジア人: 0.9% - 太平洋諸島系: 0.1% - その他の人種: 5.8% - 混血: 3.1% - ヒスパニック・ラテン系: 12.6% 年齢別人口構成 - 18歳未満: 25.6% - 18-24歳: 8.8% - 25-44歳: 26.2% - 45-64歳: 22.0% - 65歳以上: 17.4% - 年齢の中央値: 38歳 - 性比（女性100人あたり男性の人口） - 総人口: 85.3 - 18歳以上: 78.8 | 世帯と家族（対世帯数） - 18歳未満の子供がいる: 31.3% - 結婚・同居している夫婦: 41.7% - 未婚・離婚・死別女性が世帯主: 15.9% - 非家族世帯: 37.9% - 単身世帯: 31.2% - 65歳以上の老人1人暮らし: 14.3% - 平均構成人数 - 世帯: 2.34人 - 家族: 2.90人 収入と家計（2007年推計） - 収入の中央値 - 世帯: 36,454米ドル - 家族: 46,875米ドル - 性別 - 男性: 36,711米ドル - 女性: 28,095 米ドル - 人口1人あたり収入: 19,151米ドル - 貧困線以下 - 対人口: 12.1% - 対家族数: 9.3% - 18歳未満: 16.9% - 65歳以上: 4.3% |

## 建築
プラサービルにはアメリカ合衆国国家歴史登録財に登録された幾つかの建物がある。

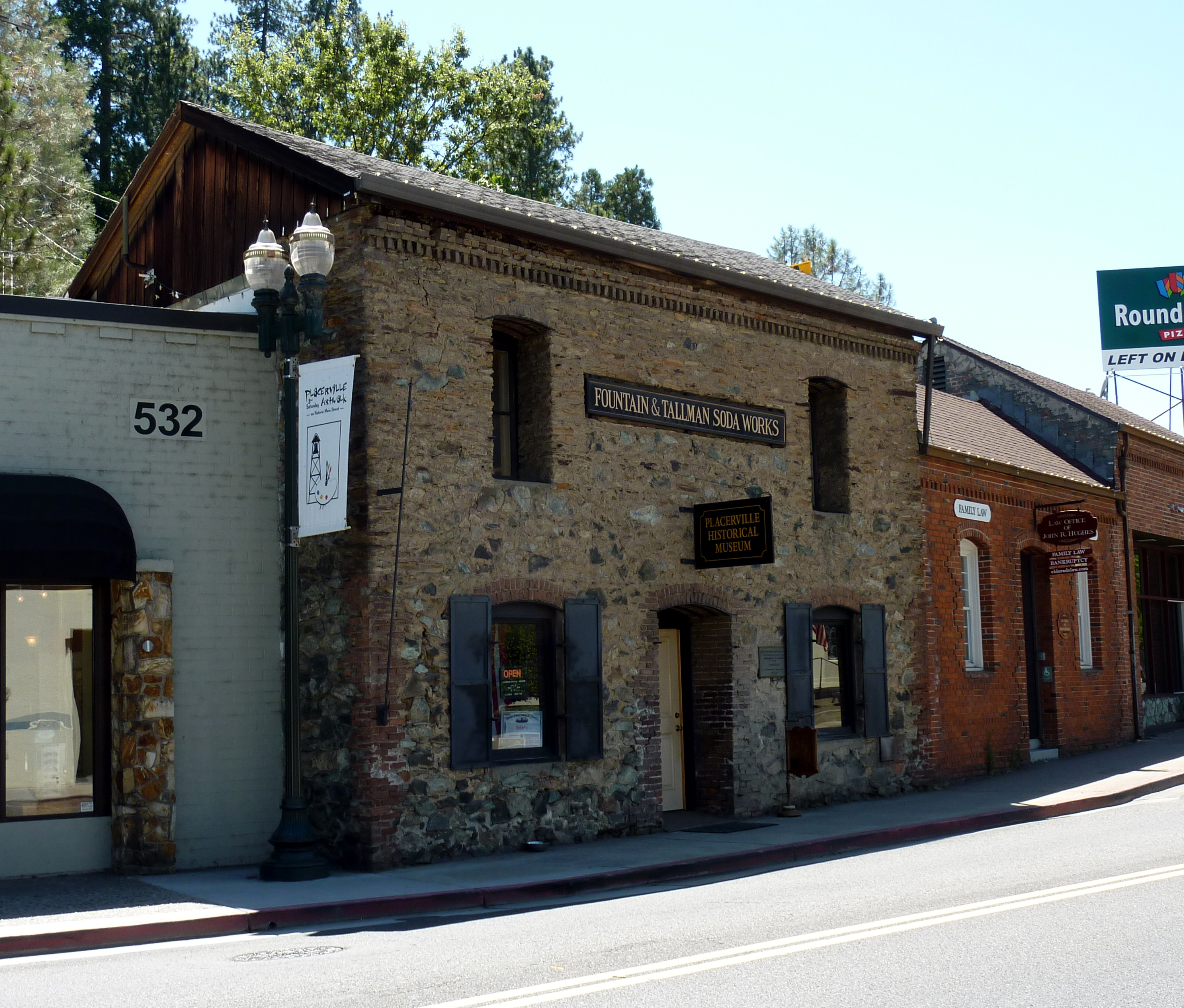
ファウンテン・トールマン・ソーダ水工場、現在はファウンテン・トールマン博物館
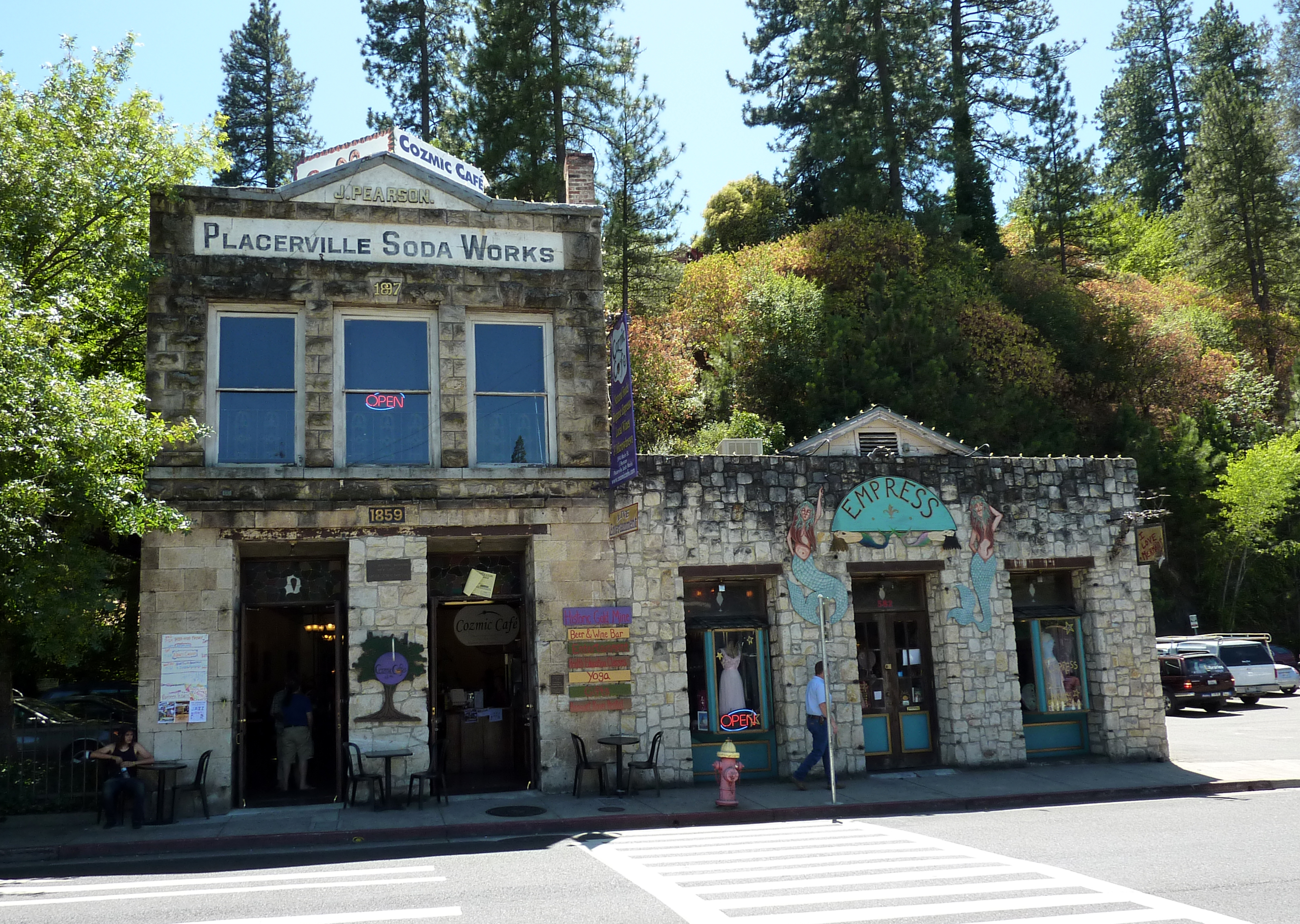
ジョン・ピアソン・ソーダ水工場
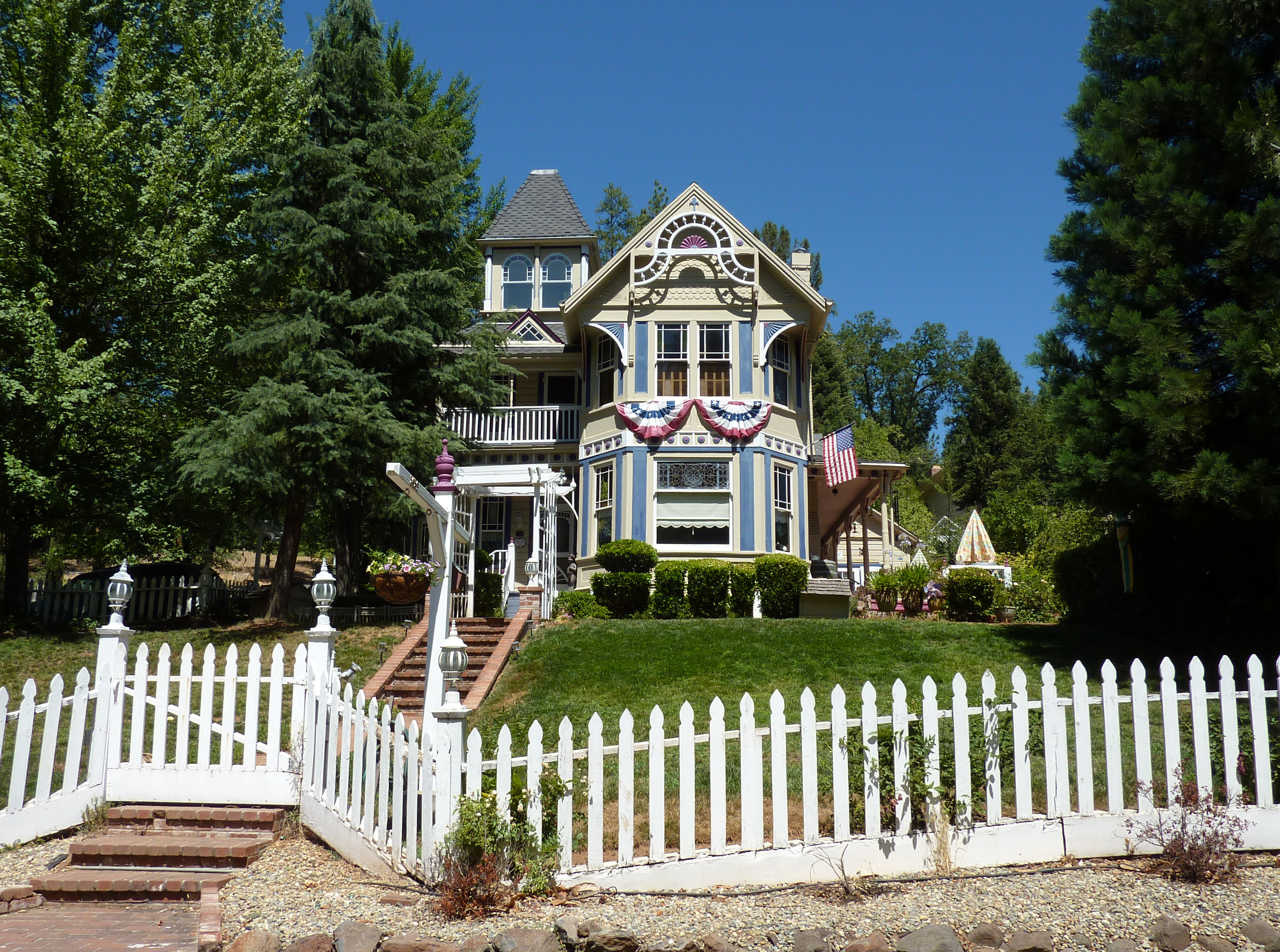
カムベラック・ブレア邸宅
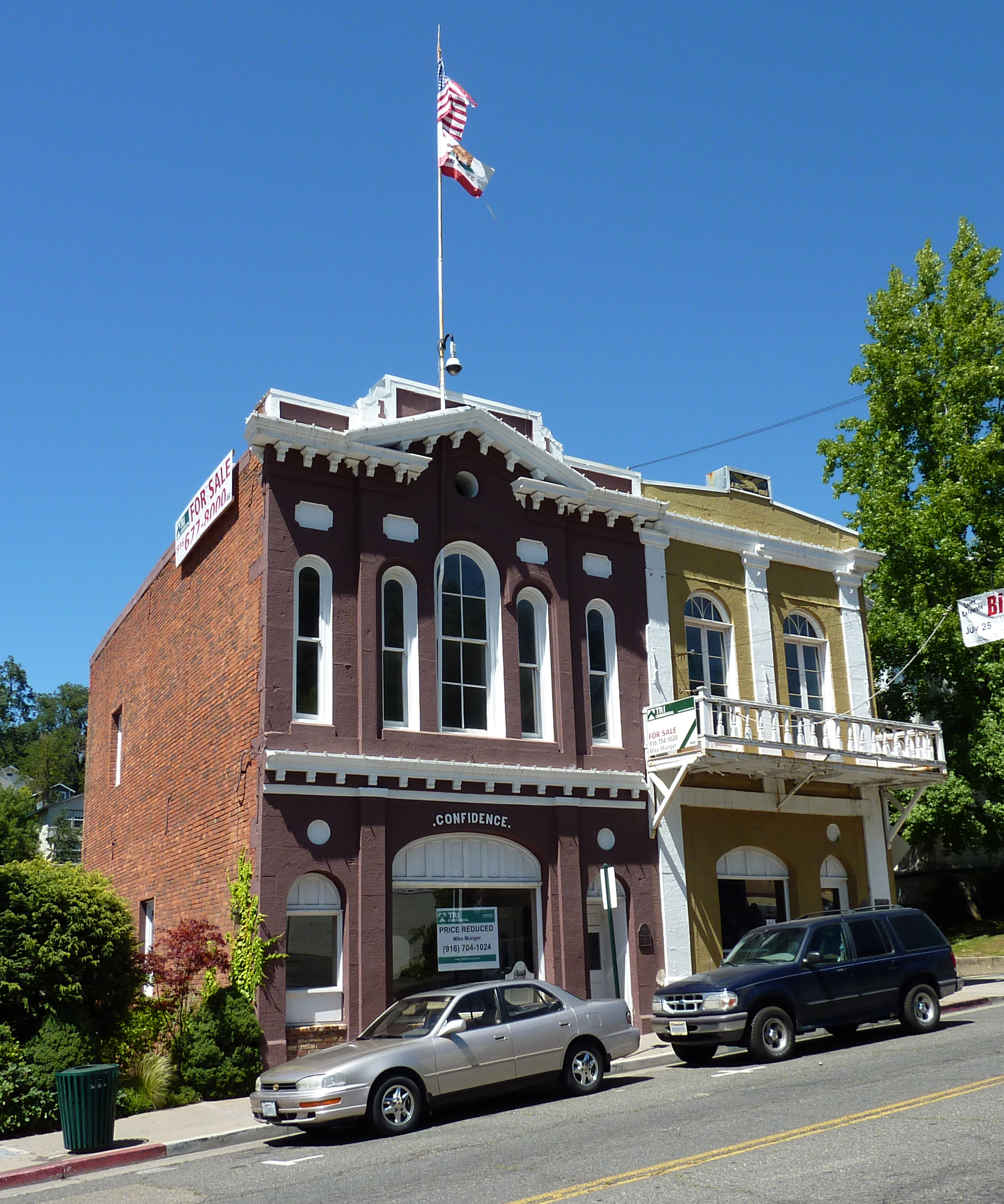
カンフィデンス・ホール
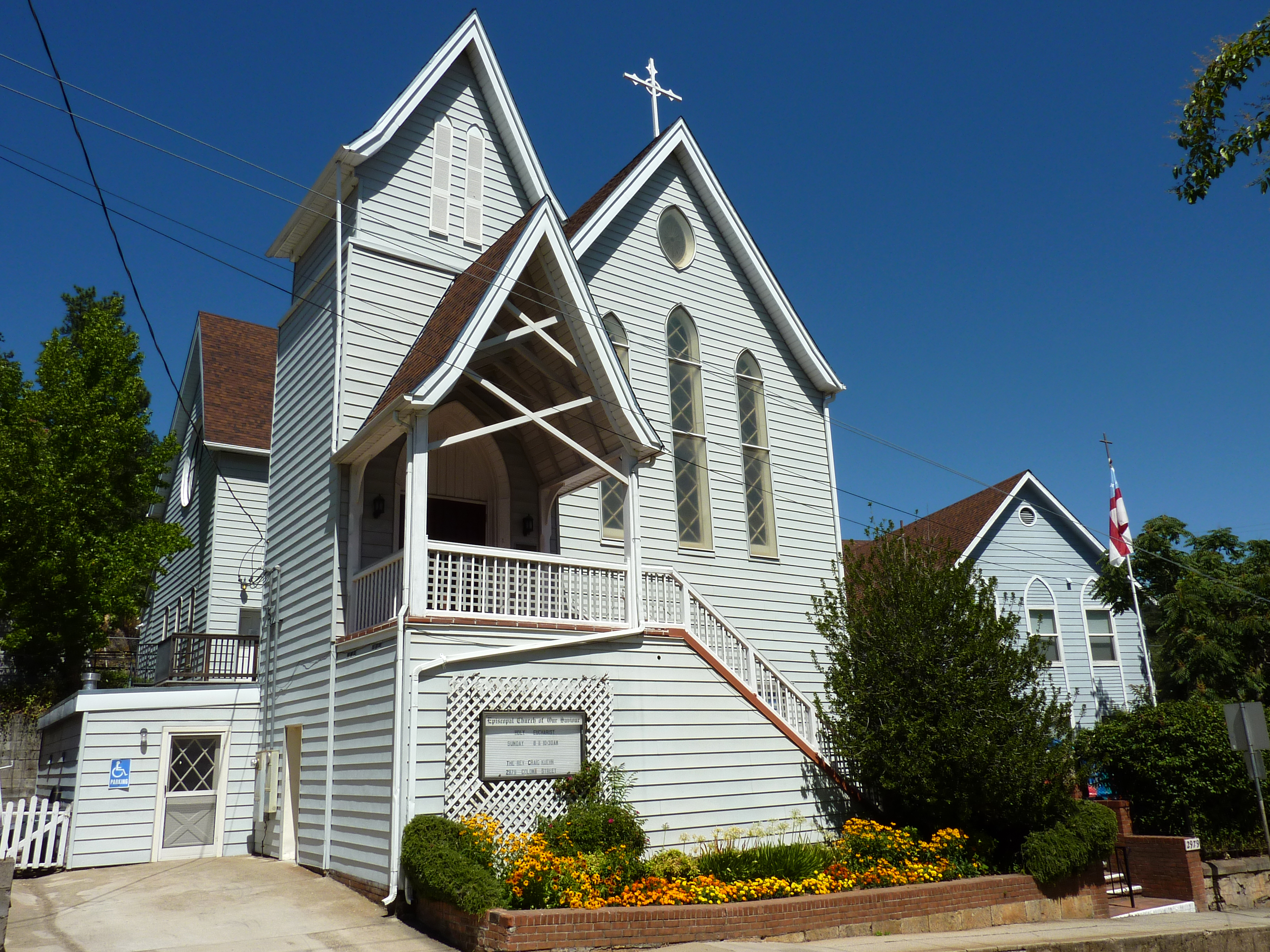
アワー・セビアー教会

## ワイン生産
プラサービル東部の地域はアップルヒルと呼ばれ、品質の高いワイン生産の中心地となってきている。地域で著名なワイン醸造所としては、クリスタルベイスン、ボージャー、ラバキャップおよびグラナイト・スプリングスがある。この地域ではシエラネバダ山脈のかなり高度の高い地域で栽培されるぶどうにより「明るい香りがあり、明らかに美味なワインを作ることで著名」である。

## 政治
カリフォルニア州議会では、上院の第1および下院の第4選挙区に属している。連邦議会下院ではカリフォルニア州第4選挙区に属し、クック投票動向指数では共和党+11となっている。2010年時点ですべて共和党議員が務めている。

## 文化

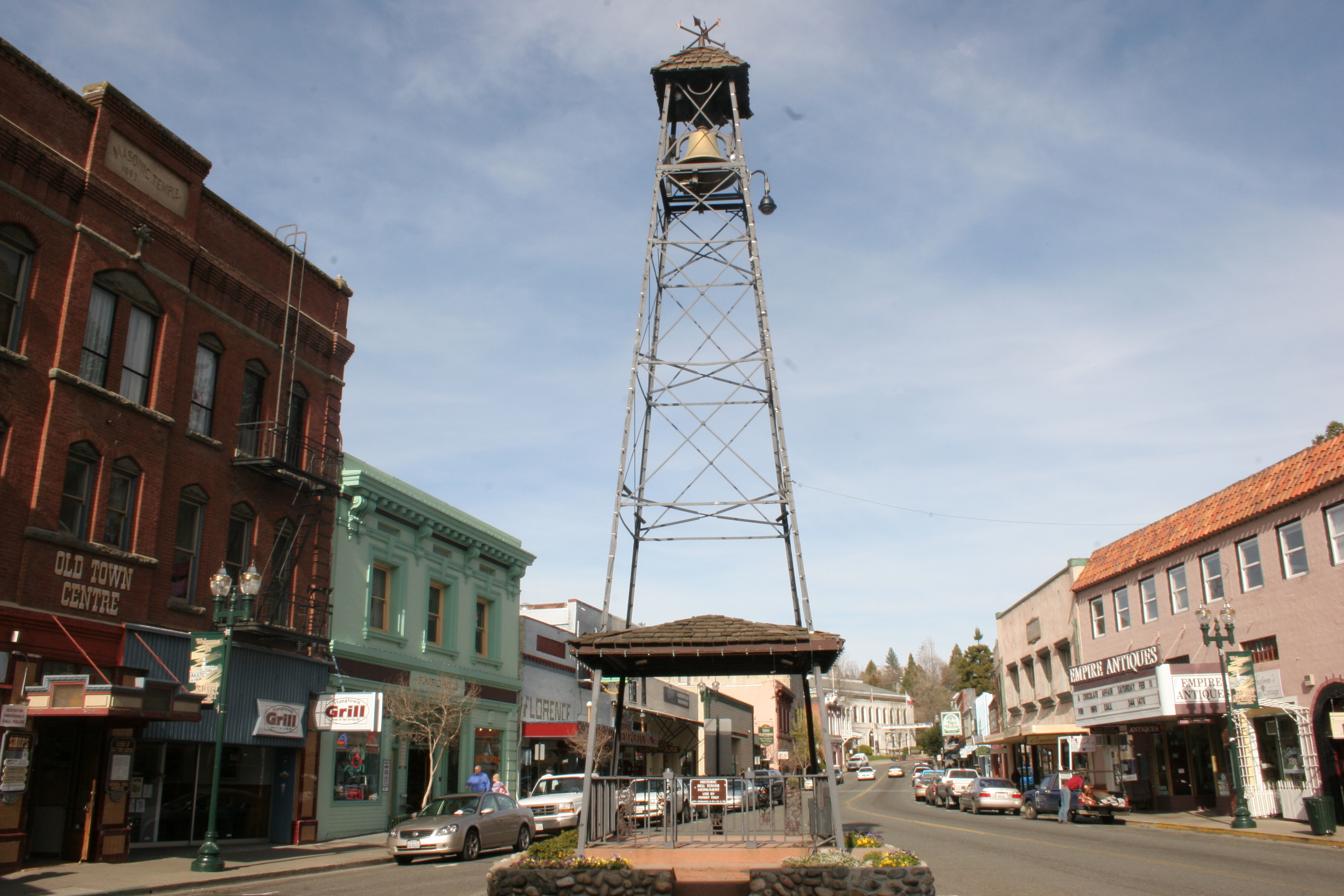
プラサービルの鐘塔

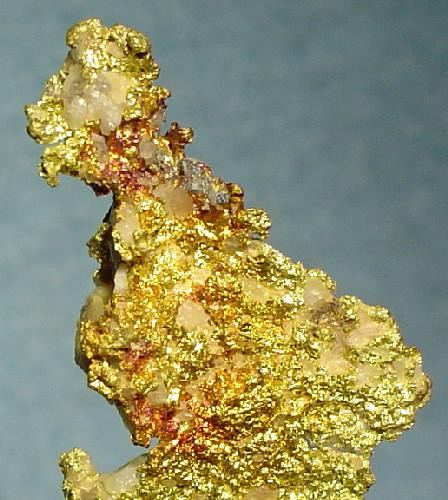
プラサービルで出土した金の標本

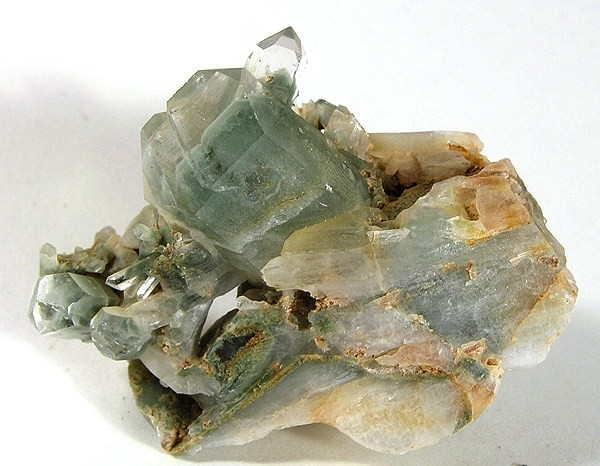
水晶の結晶

プラサービルは「金」の町としてその歴史が始まった。初期に呼ばれていた町の名前はドライディギングだったが、これは金を水で選別するために土砂を運ぶ必要があったからだった。後にはハングタウンとも呼ばれた。無法状態のために町で多くの絞首刑が行われたからだった。プラサービルは何度か名称の変更を経験した。19世紀半ばでは「ブラッド・アンド・ガッツ」（血と活気）で始まった。開拓者、とくに大半は女性がその非キリスト教的な名前に苦情を言い、「ハングタウン」に変えられた。それが数年間は通用してから現在の名前に変更された。この地域を旅する者達は公開処刑に使われた古いハングマンの処刑台を今でも見ることができる。これは通りの標識にも見て取ることができる。かつて火事を知らせるために使われていた鐘塔がメインストリートにあり、地域のランドマークとなっている。市内では「マウンテン・デモクラット」紙が発行され、またマーシャル医療センターがある。
プラサービルはゴールドラッシュ時代の歴史的な地域社会であり、そのために当時から続く古い建物が多くある。メインストリートを歩くと多くの歴史標識があり、当時の出来事や特定の個人に関する重要な地点であることを示している。カリフォルニアとアメリカ合衆国中西部や東部を結んで（基本的にサクラメントとミズーリ州セントルイス）郵便を運んだポニー・エクスプレスの経路上にもあったが、これは短命だった。ポニー・エクスプレスは最終的により効率的な鉄道輸送に道を譲った。
鉄道の支線は決して放棄されることなく、1996年にはサクラメント郡、フォルソムおよびエルドラド郡が構成する合同動力公社がユニオン・パシフィック鉄道から1,400万ドルで購入した。フォルソムからプラサービルまで全長35マイル (56 km) の線で歴史探求列車を走らせようという団体があったが、1985年にはその運行が停止された。その地域にはマウンテンバイクや乗馬のための道も存在する。

## 交通
市内は2本の主要高規格道路が通っている。アメリカ国道50号線は西のサクラメントから東のサウスレイクタホを結んでいる。カリフォルニア州道49号線は南北に通じており、シエラネバダ山脈麓丘陵部の諸都市を結んでいる。
市内にはプラサービル空港がある。この近接した空港は4,200フィート (1,300 m) の滑走路があるが、現在は商業便が発着していない。

## 著名な出身者と住人
長年の間に特に現在のメインストリートで多くの著名で影響力ある人々が店舗を持っていた。
歴史上の人物
- T・J・ケイスタイル — 新聞発行者
- ヘンリー・フッカー — 牧畜男爵
- マーク・ホプキンス — 鉄道会の大立者
- エドウィン・マーカハム — 詩人
- リーヴァイ・ストラウス — 衣料品メーカーのリーバイス創業者
- ジョン・スチュードベイカー — 自動車製作者
- ジェシー・ヤーネル — 新聞発行者
- オリバー・ガグリアーニ - 写真家

現代の著名人
- トビー・ホール — 野球選手
- トマス・キンケード — 画家
- スパイダー・サビッチ — アルペンスキー選手、エルドラド郡のカイバーズ出身でプラサービルで埋葬
- ジェローム・R・ウォルディ — カリフォルニア州選出のアメリカ合衆国下院議員